# John Kemble
John Kemble (Herefordshire, 1599 – Hereford, 22 agosto 1679) è stato un presbitero inglese; martirizzato sotto Carlo II, è venerato come santo della Chiesa cattolica e ricordato come uno dei santi quaranta martiri di Inghilterra e Galles.

## Biografia
John Kemble nacque nel 1599 a St. Weonards, nell'Inghilterra centro-occidentale, figlio di John ed Anne Kemble. I Kemble erano una nota famiglia cattolica che aveva dato quattro sacerdoti alla Chiesa cattolica. La sua famiglia era sospettata di nascondere sacerdoti cattolici. Nel Natale 1604 i Kemble furono inseriti nella lista dei «principali e più pericolosi ricusanti della diocesi di Hereford».
Seguendo l'esempio del fratello maggiore Walter, che aveva preso i voti come monaco benedettino, all'età di diciott'anni John fu inviato al Collegio inglese di Douai (nelle Fiandre), e fu ordinato sacerdote il 23 febbraio 1625. Il 4 giugno tornò in Inghilterra per fare il missionario nella regione dov'era nato (specialmente nel
Monmouthshire e nell'Herefordshire). 
Svolse la sua missione per ben cinquantaquattro anni, divenendo l'unico martire ad aver raggiunto e superato il mezzo secolo di apostolato. Nonostante le dure leggi anti-cattoliche esistenti, nella sua terra di missione molte famiglie continuavano a praticare il cattolicesimo. Inoltre i nobili proprietari terrieri, cui spettava l'applicazione delle norme che gravavano sui cattolici, erano benevolenti nei confronti dell'«antica fede».
All'inizio del XVII secolo i Gesuiti inglesi ottennero dal conte di Worcester un vasto appezzamento e nel 1622 vi insediarono una comunità, cui seguirono una quarantina di centri di evangelizzazione, fino al Galles del sud. Col sostegno dei Gesuiti, padre John fondò dei centri missionari tra Inghilterra e Galles. Stabilì la propria base operativa nella dimora di un nipote, Richard, a Welsh Newton, un villaggio ai confini col Galles. Il maniero esiste ancora ed è visitabile la stanza dov'era solito ritirarsi padre John.
Nell'ottobre 1678 scoppiò il cosiddetto «complotto papista», il falso intrigo architettato dal reietto Titus Oates.  Si scatenò una caccia ai cattolici: diversi furono incarcerati, altri fuggirono all'estero. Amici e conoscenti consigliarono a padre Kemble di nascondersi, ma egli preferì rimanere tra la sua gente. Fu arrestato il 7 dicembre dal capitano Scudamore, che aveva moglie e figli parrocchiani di Kemble. Rinchiuso nel carcere di Hereford, dovette attendere fino al marzo 1679 per essere processato. Fu condannato a morte per alto tradimento, capo d'imputazione architettato ad hoc contro i cattolici. Un mese dopo la condanna, padre John fu inviato a Londra, con il confratello David Lewis, per essere interrogato sul presunto complotto papista. I giudici non trovarono prove contro di lui e rimandarono l'anziano monaco (aveva più di ottant'anni) a Hereford per l'esecuzione capitale. 
Il 22 agosto 1679 l'aiuto sceriffo venne a prelevarlo. Padre John gli chiese di fumare l'ultima pipa e di bere l'ultimo bicchiere. L'aiuto sceriffo si unì a lui e i due fumarono e bevvero insieme. Ancora oggi, in Herefordshire, «Kemble pipe» e «Kemble cup» sono espressioni che indicano fumare l'ultima pipa e bere l'ultimo bicchiere prima di separarsi dagli amici.
Dal patibolo, il monaco si rivolse alla folla sottolineando che moriva solo perché era sacerdote cattolico e confermò la sua fede nell'«antica religione», quella che aveva per prima reso cristiano il regno inglese. La sentenza andava eseguita per impiccagione, sventramento e squartamento ma Kemble fu lasciato pietosamente morire prima di venire sventrato. Nonostante le divergenze religiose, Kemble era rispettato anche dalla comunità protestante, che lo definì un grande gentiluomo dopo il suo supplizio.
La mano sinistra del martire, tagliata accidentalmente durante lo squartamento, fu raccolta da una devota. Attualmente è esposta sotto l'altare della cappella di Nostra Signora nella chiesa cattolica di Francesco Saverio a Hereford. Il resto del corpo fu consegnato al nipote Richard, che lo seppellì nel cimitero anglicano di Welsh Newton. La sua tomba è tuttora luogo di pellegrinaggio.
I discendenti del martire annoverano i membri della famiglia Kemble, una delle più importanti dinastie di attori inglesi del XIX secolo.

## Culto
Diversi miracoli gli furono attribuiti immediatamente dopo la sua morte. La figlia di Sir John Scudamore, il capitano che aveva arrestato Kemble, fu misteriosamente guarita dal cancro alla gola che la affliggeva, mentre la signora Scudamore recuperò l'udito mentre pregava sulla tomba del martire.
John Kemble fu beatificato da Pio XI il 15 dicembre 1929 e fu canonizzato da Paolo VI il 25 ottobre 1970 insieme ad altri 39 martiri inglesi e gallesi.